# چنداول
چنداول، منطقه‌ای در مرکز شهر کابل پایتخت افغانستان است. چنداول یکی از مهم‌ترین محلات سکونت قزلباش‌ها و هزاره‌های کابل بوده است.
چنداول کلمهٔ ترکی است و به گروهی از سربازان که در عقب دسته‌های فوج در اوقات لشکر کشی حرکت می‌کنند گفته می‌شود. دسته پیشرو افواج را در عربی «مقدمة الجیش» و به زبان فارسی «پیش‌آهنگ و پیشتاز» و به زبان ترکی «قراول و هراول» می‌گویند.

## تاریخ
چنداول یکی از مناطق تاریخی و قدیمی است و در قدیم نصف شهر کابل را شامل می‌شد. مردمان اولیهٔ این منطقه قزلباش‌ها و هزاره‌ها بوده‌اند. چنداول در قسمت جنوب غرب شهر قدیم کابل به اساس فرمان احمدشاه درانی برای اقامت شیعیان شهر کابل اختصاص داده شده بود. از آنجایی که ولی محمد خان پسر لطف‌علی بیگ جوانشیر در آن عهد از خود اخلاص و صداقت به دولت نشان داد، از طرف احمدشاه درانی در سال ۱۱۶۹ ه‍. ق، به حیث «چنداول باشی» (سردسته چنداولان مقیم کابل) تعیین شد و بنیاد ناحیه چنداول کابل از همین تاریخ گذاشته شد.

## محلات
- گذر جوان‌شیرها
- گذر جارسوق
- گذر خافی‌ها
- گذر شائین‌چی‌ها
- گذر شاهسون‌ها
- گذر قرت‌ها (کردها)
- گذر قلعه باقرخان
- گذر قلعه الزهرا
- گذر قلعه کبرلوها
- گذر کله‌خود
- گذر کوچرلوها

## آرامگاه کاتب
آرامگاه فیض‌محمد کاتب، نویسنده و تاریخ‌نگار معاصر افغانستان